# Rosyjski Korpus Ekspedycyjny we Francji
Rosyjski Korpus Ekspedycyjny we Francji (ros. Экспедиционный корпус Русской армии во Франции) – korpus ekspedycyjny Armii Imperium Rosyjskiego wysłany do Francji w trakcie I wojny światowej.
Rosyjski Korpus Ekspedycyjny został utworzony rozkazem cara Mikołaja II Romanowa, na prośbę rządu Francji, jako wsparcie dla sił ententy walczących na froncie zachodnim. Łącznie zasiliły go 4 specjalnie sformowane brygady piechoty (po 2 pułki każda). Stan Rosyjskiego Korpusu Ekspedycyjnego wynosił: 750 oficerów i 45 tysięcy podoficerów i żołnierzy. Korpus dwoma brygadami walczył w Szampanii, a dwoma w Macedonii.
Jednym z żołnierzy Rosyjskiego Korpusu Ekspedycyjnego był Rodion Malinowski – późniejszy Marszałek Związku Radzieckiego.

## Historia

Szlak marszu i walk Rosyjskiego Korpusu Ekspedycyjnego

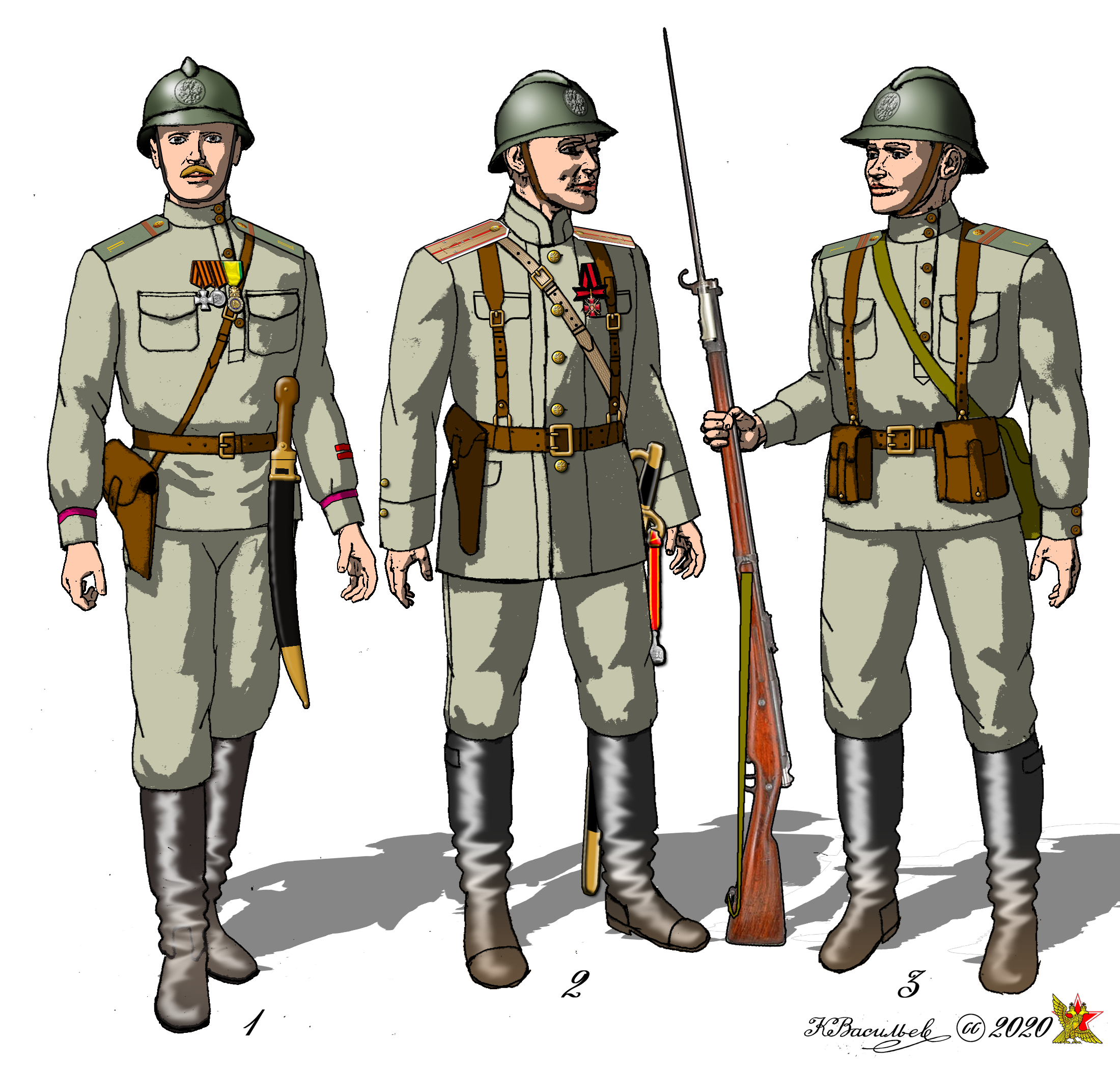
Mundury żołnierzy rosyjskich we Francji

1 Specjalną Brygadę Piechoty utworzono w styczniu 1916 r. i przekazano ją pod dowództwo generała majora Nikołaja Łochwickiego. Jednostkę przetransportowano koleją (trasą Moskwa – Samara – Ufa – Krasnojarsk – Irkuck – Harbin – Dalian), a następnie zaokrętowano na francuskie okręty i trasą Sajgon – Kolombo (Cejlon) – Aden – Kanał Sueski dostarczono do Marsylii, gdzie 20 kwietnia 1916 r. zeszła na ląd. W lipcu 1916 r. poprzez Francję na front salonicki przerzucono kolejną jednostkę (2 Specjalna Brygada Piechoty) pod dowództwem generała Michaiła Diterichsa. W czerwcu 1916 r. rozpoczęto formowanie 3 Specjalnej Brygady Piechoty pod dowództwem generała Władimira Maruszewskiego, którą miesiąc później przerzucono przez Archangielsk do Francji. Nieco później sformowano jeszcze 4 Specjalną Brygadę Piechoty skierowaną poprzez Francję na front salonicki do Macedonii.

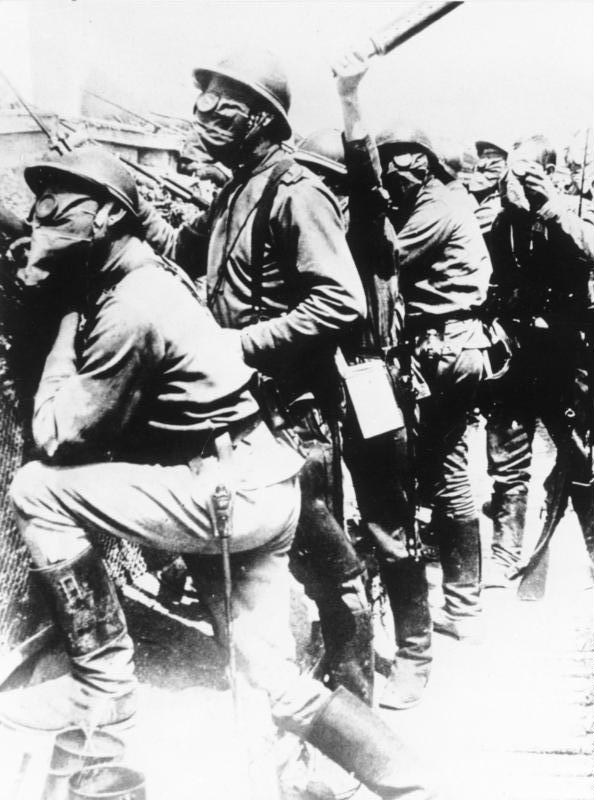
Żołnierze Rosyjskiego Korpusu Ekspedycyjnego w Szampanii, 1916

Wiosną 1917 r. Rosyjski Korpus Ekspedycyjny wziął udział w ofensywie Nivelle’a. 1 i 3 Brygada weszła w skład 7 Korpusu 6 Armii tocząc walki nad rzeką Aisne (kwiecień 1917 r.), gdzie szczególnie wyróżniła się brygada generała Maruszewskiego. Rosjanie ponieśli jednak dotkliwe straty, wg źródeł francuskich tracąc 5183 żołnierzy (w tym 70 oficerów). Po zakończonych ostatecznie niepowodzeniem działaniach nad rzeką Aisne, obie brygady zostały skierowane na tyły do obozu w La Courtine celem odpoczynku i uzupełnienia strat. Na miejscu jednostki przeorganizowano łącząc je w Dywizję Specjalną Piechoty, nad którą dowództwo objął generał Łochwicki.
We wrześniu 1917 r. w obozie La Courtine doszło do buntu chcących wrócić do ojczyzny żołnierzy, który został krwawo stłumiony. Po tym incydencie Dywizję rozformowano i podzielono na kompanie robocze pod dowództwem francuskim.
Po wybuchu rewolucji październikowej i wycofaniu się Rosji z wojny (traktat brzeski) z ochotników rosyjskich oddziałów utworzono Legion Rosyjski, który podporządkowano 1 Dywizji Marokańskiej. Legion wziął następnie udział w walkach na odcinku Soissons – Paryż w maju 1918 r., gdzie został skierowany do kontrataku przeciwko nacierającym oddziałom niemieckim, ponosząc ogromne straty w wysokości 85% żołnierzy i niemal 100% oficerów. Poświęcenie żołnierzy rosyjskich spotkało się z uznaniem społeczeństwa francuskiego, a sam legion zaczęto określać w prasie jako „Rosyjski Legion Honoru”. Straty zostały uzupełnione przez kolejnych rosyjskich ochotników z jednostek roboczych, a następnie Legion walcząc już jako samodzielny batalion piechoty wziął udział w walkach o przełamanie linii Hindenburga. Za walki te Legion został przedstawiony do wyróżnienia przez naczelnego dowódcę armii francuskiej i został odznaczony (jako jednostka) Krzyżem Wojennym. Pod koniec wojny Legion Rosyjski został przerzucony do Lotaryngii, a po jej zakończeniu skierowany do Nadrenii, prowadząc służbę okupacyjną.

## Upamiętnienie

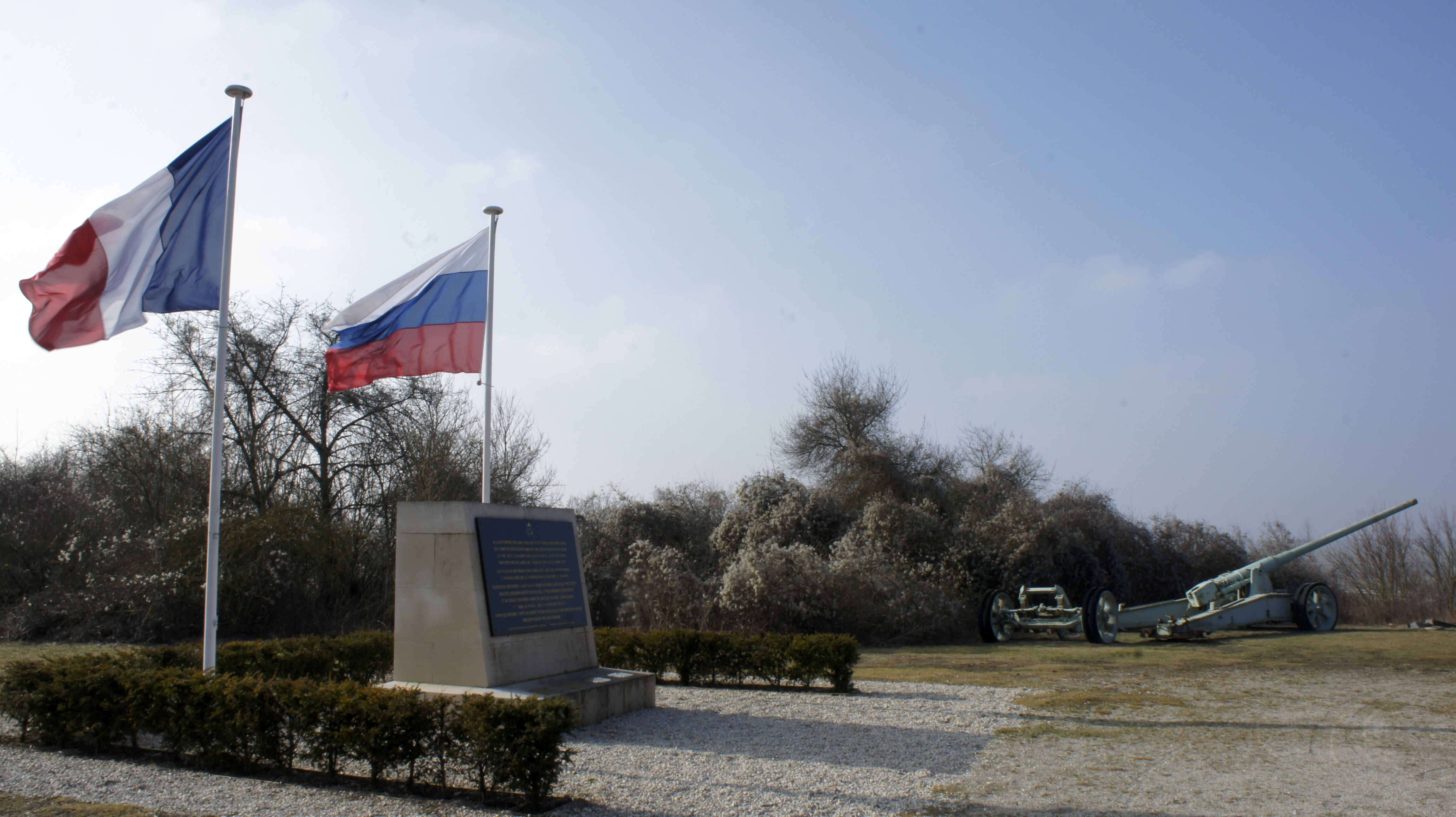
Pomnik żołnierzy 1 i 3 brygady w Fort de la Pompelle

W Mourmelon-le-Grand znajduje się cmentarz żołnierzy Rosyjskiego Korpusu Ekspedycyjnego, gdzie pochowano łącznie 915 oficerów i żołnierzy walczących we Francji.
W Fort de la Pompelle znajduje się pomnik upamiętniający żołnierzy 1 i 3 Brygady. 